# UD Oliveirense
União Desportiva Oliveirense ist ein Sportverein aus der portugiesischen Stadt Oliveira de Azeméis im Norden des Landes, der am 25. Oktober 1922 als Fußballverein durch eine Absplitterung von Sport Clube Oliveirense entstand. Die Fußballmannschaft spielte in den 1940er Jahren eine Saison in der ersten Liga. Nationale und auch internationale Erfolge können die professionellen Basketball- und Rollhockey-Mannschaften aufweisen.

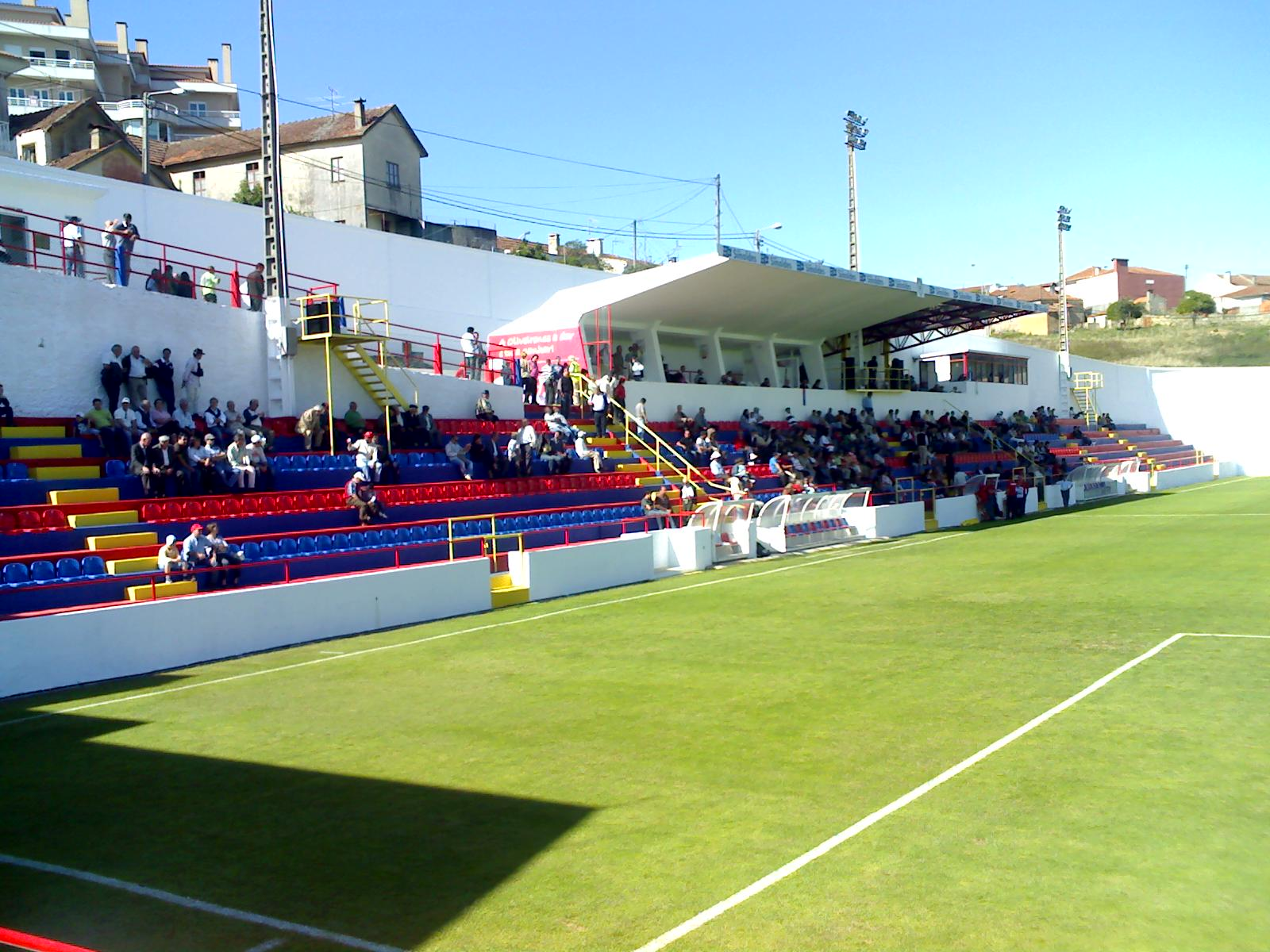
Estádio Carlos Osório

Die Fußballmannschaft stieg 1945 in die höchste Spielklasse auf, stieg aber sogleich mit nur drei Siegen und zwei Unentschieden aus der seinerzeitigen Zwölferliga ab. Seither ist der Verein vornehmlich in der zweiten und dritten Liga anzutreffen. Ein relativer Erfolg war das Vordringen in das Halbfinale des portugiesischen Pokals 2011/12, wo der Verein am späteren Sieger Académica de Coimbra knapp mit 0:1 und 2:2 scheiterte.
Die Fußballmannschaft trägt ihre Heimspiele im vereinseigenen Estádio Carlos Osório aus. Das Stadion fasst etwa 9000 Zuseher, davon 1670 auf Sitzplätzen, und trägt den Namen des Grundbesitzers der Mitte der 1940er Jahre das Terrain zur Verfügung stellte. Es liegt auf halbem Weg zur Nachbarstadt Aveiro und formal auf deren Gebiet.
Die Basketballer gewannen 2003 den portugiesischen Pokal. Die Rollhockeymannschaft gewann in den 1997 und 2011 den portugiesischen Pokal. Höhepunkt war aber der Gewinn der UEFA-Pokal-Äquivalents CERS Cup 1997. Im internationalen Rollhockey-Ranking belegte der Club 2010 den beachtenswerten vierten Platz.

## Kader 2024/25
Stand: 3. Juli 2024
| Nr. |               | Position | Name         |
| --- | ------------- | -------- | ------------ |
| 1   | Guinea-Bissau | TW       | Rui Dabó     |
| 4   | Brasilien     | AB       | Iago Reis    |
| 5   | Brasilien     | MF       | Filipe Alves |
| 7   | Brasilien     | ST       | João Paulo   |
| 8   | Portugal      | MF       | André Santos |
| 12  | Portugal      | TW       | Nuno Macedo  |
| 17  | Portugal      | ST       | Brandão      |
| 23  | Brasilien     | ST       | Michel       |
| 25  | Portugal      | AB       | Casimiro     |

| Nr. |           | Position | Name            |
| --- | --------- | -------- | --------------- |
| 28  | Brasilien | AB       | Raniel          |
| 33  | Sudafrika | ST       | Ricardo Schutte |
| 50  | Japan     | MF       | Kotaro Nagata   |
| 56  | Portugal  | MF       | Schürrle        |
| 68  | Brasilien | AB       | Klebinho        |
| 72  | Portugal  | AB       | Gonçalo Negrão  |
| 75  | Portugal  | AB       | Nuno Namora     |
| 99  | Brasilien | TW       | Arthur Augusto  |

## Erfolge
Basketball
- Pokal von Portugal: 2003

Rollhockey
- CERS Cup: 1997.
- Pokal von Portugal: 1997, 2011.